# Leptothrix (ragno)
Leptothrix Menge, 1869 è un genere di ragni appartenente alla famiglia Linyphiidae.

## Distribuzione
L'unica specie oggi attribuita a questo genere è stata reperita in varie località della regione paleartica.

## Tassonomia
Considerato un sinonimo anteriore di Phaulothrix Bertkau in Förster & Bertkau, 1883, a seguito di un lavoro degli aracnologi Proszinski & Starega del 1971 attraverso il trasferimento della specie tipo.
Queste denominazioni, invece, non sono sinonimi anteriori di Hilaira Simon, 1884, secondo un lavoro degli aracnologi Merrett, Locket & Millidge del 1985, contra un lavoro dello stesso Millidge del 1977.
A dicembre 2011, si compone di una specie:
- Leptothrix hardyi (Blackwall, 1850)[3] — Regione paleartica

### Specie trasferite
- Leptothrix intercepta (O. P.-Cambridge, 1873); trasferita al genere Hilaira Simon, 1884[1].
- Leptothrix pargongensis (Paik, 1965); trasferita al genere Strandella Oi, 1960[1].